# Xã Gasconade, Quận Laclede, Missouri
Xã Gasconade (tiếng Anh: Gasconade Township) là một xã thuộc quận Laclede, tiểu bang Missouri, Hoa Kỳ. Năm 2010, dân số của xã này là 905 người.